# Hemiptarsenus meromyzae
Hemiptarsenus meromyzae är en stekelart som först beskrevs av Charles Joseph Gahan 1917.  Hemiptarsenus meromyzae ingår i släktet Hemiptarsenus och familjen finglanssteklar. Inga underarter finns listade i Catalogue of Life.